# 1889년 만국 박람회

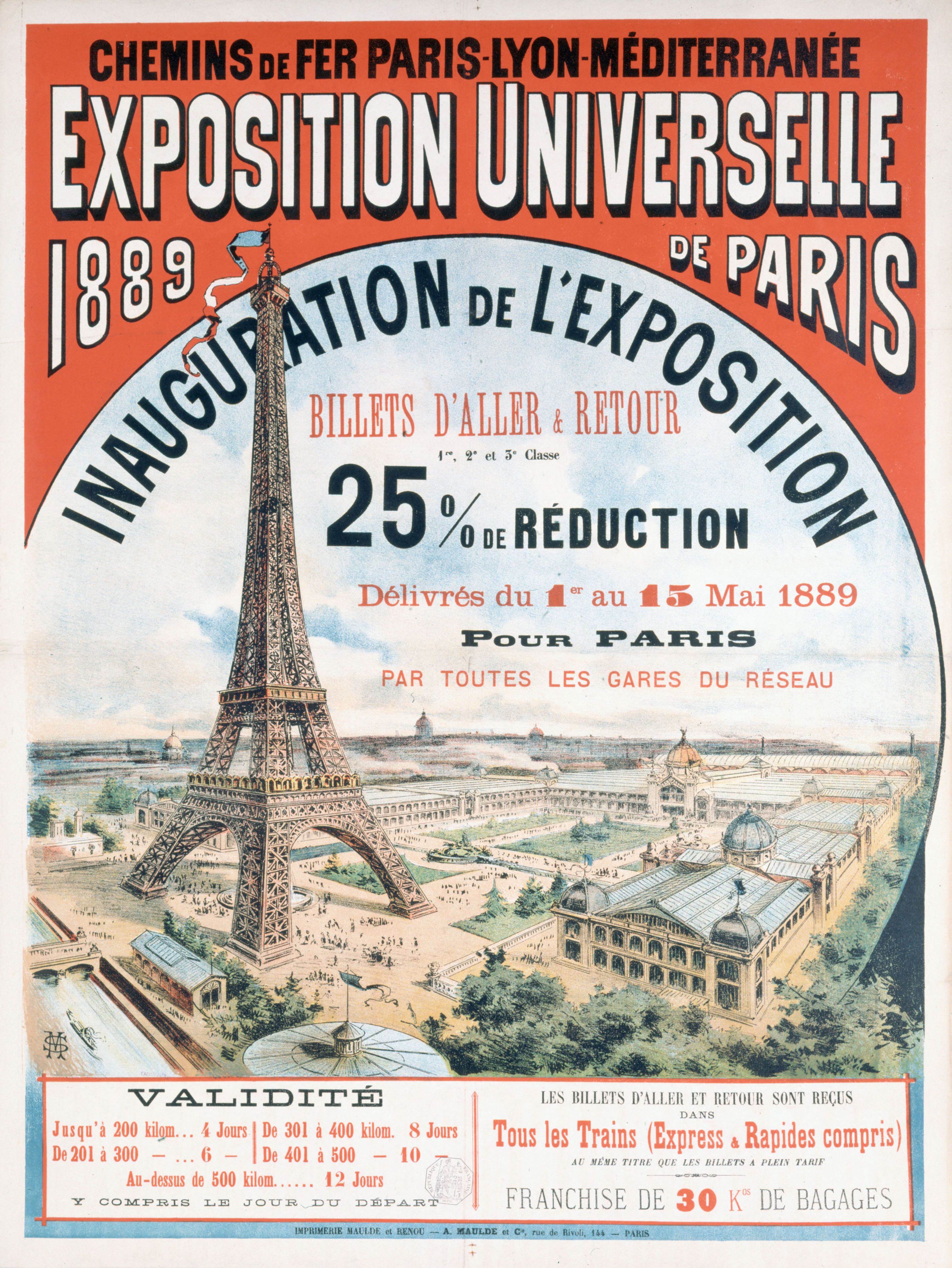
1889년 만국 박람회 포스터

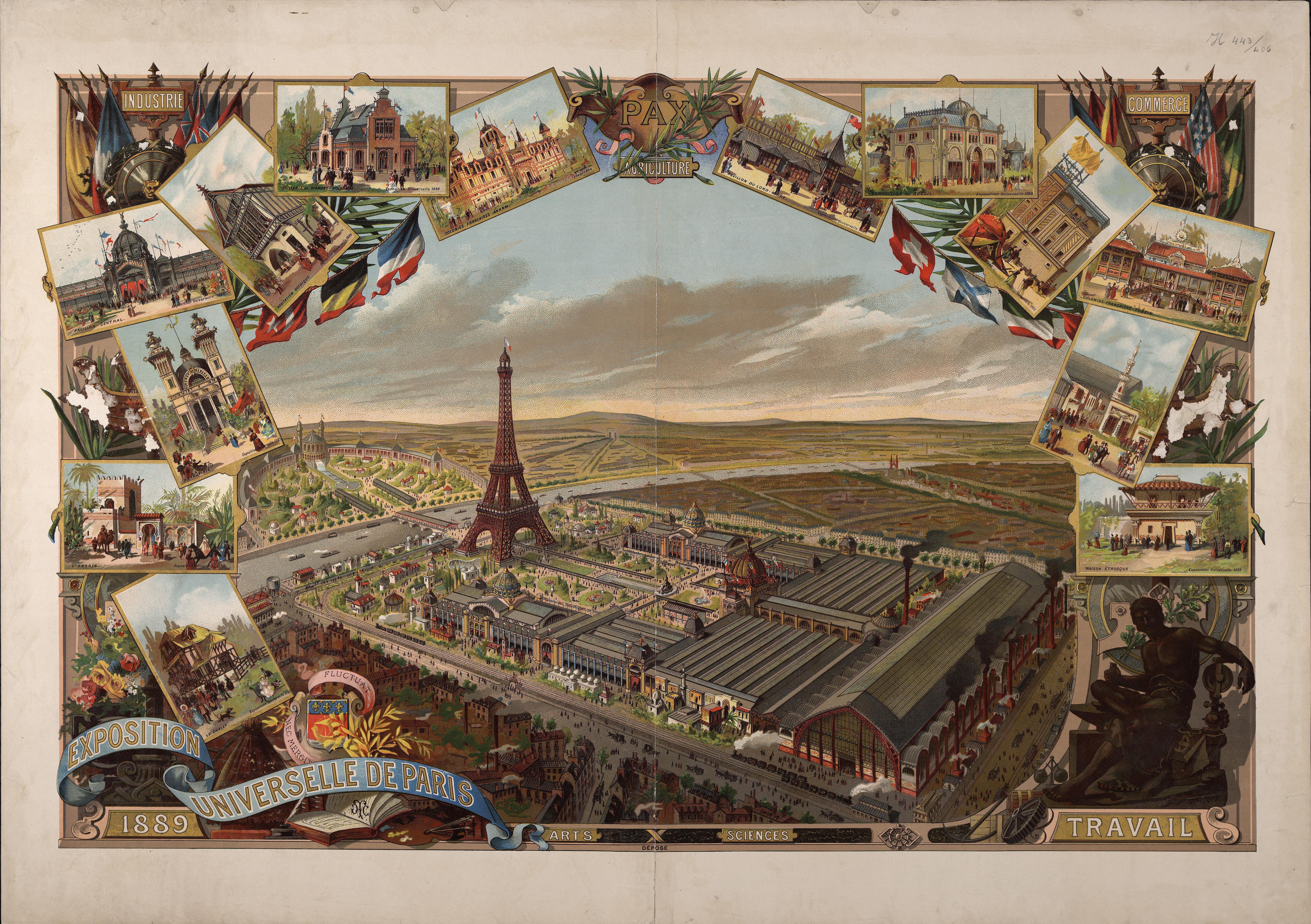
1889년 만국 박람회를 주제로 한 삽화

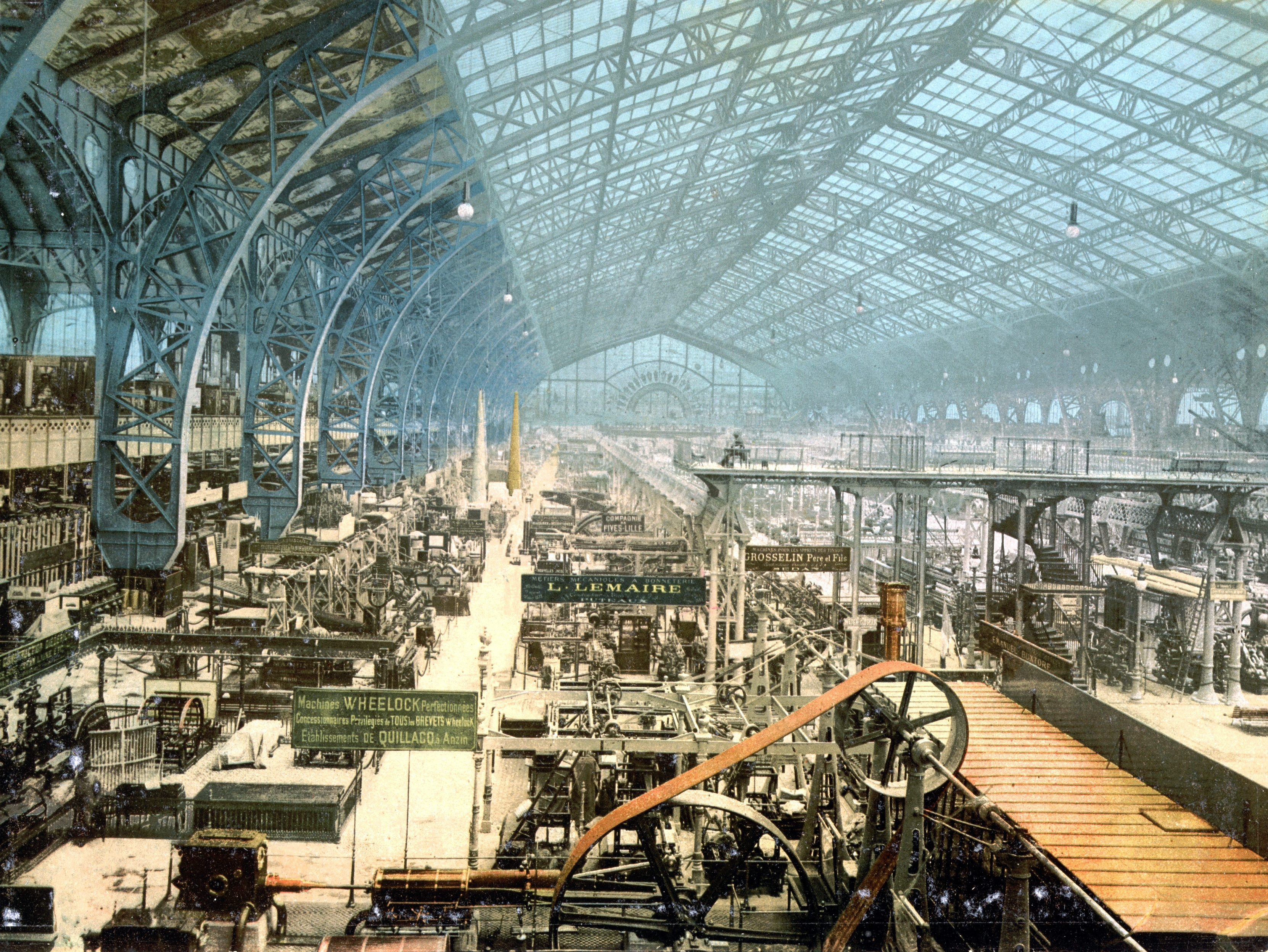
1889년 만국 박람회에 사용된 기계관

1889년 만국 박람회(프랑스어: Exposition universelle de 1889)는 1889년 5월 5일부터 10월 31일까지 프랑스 파리에서 개최된 세계 박람회이다. 1855년부터 1937년 사이에 프랑스 파리에서 개최된 8차례의 세계 박람회 중에서는 4번째에 해당된다. 이 박람회는 32,000,000명 이상에 달하는 관람객을 모았으며 프랑스와 파리를 상징하는 건축물로 여겨지는 에펠탑을 탄생시키기도 했다.

## 개요
이 박람회는 프랑스 혁명의 도화선이 된 바스티유 습격 100주년을 기념하기 위한 차원에서 열렸으며 경제를 활성화하고 프랑스를 경제 침체에서 벗어나게 하는 방법으로도 여겨졌다. 이 박람회에는 61,722개에 달하는 공식 전시 기업이 참여했으며 이 가운데 25,000명이 프랑스 밖에서 왔다. 전체 참가 기업 가운데 55%는 프랑스의 기업이었다. 전체 관람객 수는 32,250,297명에 달했고 참가국은 35개국에 달했다.
박람회장 입장료는 40상팀으로 책정되었는데 당시 파리의 카페에서 고기와 채소로 구성된 "경제적인" 요리가 10상팀이었다는 사실을 감안한다면 높은 편이었다. 관람객들은 박람회장에서 가장 인기 있는 여러 명소에 대해 추가 비용을 지불했는데 에펠탑 등반 비용은 5프랑이었다. 그 외에 인기 있는 파노라마, 극장, 공연장 입장료는 1프랑이었다. 프랑스의 여러 지방에서 온 관람객들은 기차 요금과 박람회장 입장권이 포함된 티켓을 구입할 수 있었다. 박람회의 전체 비용은 41,500,000프랑이었고 수입은 49,500,000프랑이었다. 이 박람회는 수익을 창출한 마지막 파리 만국 박람회이기도 했다.
이 박람회는 프랑스의 군주제 폐지를 축하하는 주제를 담고 있었기 때문에 독일, 오스트리아-헝가리 제국, 벨기에, 스페인, 영국(그레이트브리튼 아일랜드 연합왕국), 이탈리아, 네덜란드, 포르투갈, 러시아, 스웨덴과 같은 유럽의 거의 모든 군주제 국가들이 박람회에 불참했다. 그럼에도 불구하고 이들 국가의 많은 시민과 기업이 참여했다. 독일, 오스트리아-헝가리 제국, 벨기에, 브라질, 청나라, 덴마크, 이집트, 스페인, 영국과 그 식민지, 이탈리아, 룩셈부르크, 네덜란드, 페루, 포르투갈, 루마니아, 러시아, 핀란드, 스웨덴을 비롯한 많은 국가들이 개별적 또는 비공식적인 위원회를 조직하는 한편 전적으로 민간 후원을 통해 참여했다. 이 박람회는 조선이 최초로 참가한 만국 박람회였는데 민영찬(閔泳瓚)이 대표로 파견되었을 뿐 별도의 전시관을 마련하지 않았다. 또한 일본 애니메이션 《신비한 바다의 나디아》의 배경이 되기도 했다.

## 박람회장
박람회장의 전체 면적은 0.96km2로서 마르스 광장, 트로카데로 광장, 케도르세 지구에 걸쳐 있었다. 박람회장 주변에는 총 연장 3km, 궤간 600mm의 드코빌 만국 박람회 철도가 부분적으로 운행되었다. 이 철도는 박람회가 열린 6개월 동안에 걸쳐 6,342,446명의 승객을 수송한 것으로 알려져 있다. 또한 이 노선에서 사용된 기관차의 일부는 나중에 칼바도스 철도, 드코빌 디에고 수아레즈 철도에 활용되었다.

### 에펠탑
특히 박람회를 위해 지어진 에펠탑(프랑스어: Tour Eiffel)은 높이가 300m에 달했으며 박람회 당시에는 세계에서 가장 높은 건축물이었다. 건축가인 귀스타브 에펠이 건설을 주도했는데 완공된 시점으로부터 20년 동안 건축물을 유지할 수 있는 허가를 받아냈다. 공학자인 모리스 쾨슐랭, 에밀 누기에가 구조 설계를, 스테팡 소베스트르가 건축을 담당했다. 에펠탑 건설은 1887년 1월부터 1889년 3월까지 2년 2개월 동안에 진행되었으며 숙련된 인부들이 250여 만 개의 리벳을 활용하여 18,038개의 철제 조각들을 조립했다.
에펠탑은 건설 당시에 특히한 디자인 때문에 많은 지식인들로부터 비판의 대상이 되었지만 건축물 안에 3층에 걸친 전망대가 설치되면서 많은 관광객들을 불러 모았다. 하지만 박람회 개막 당시에는 엘리베이터가 운행되지 않았기 때문에 관광객들은 구불구불한 좁은 계단을 타고 전망대에 올라갔다고 한다. 박람회 폐막 당시에는 1,896,987명의 관광객들이 에펠탑을 방문했다. 에펠탑은 박람회 폐막 이후에 철거될 위기에 몰렸다가 1904년에 프랑스군의 무선 통신 송신 시설이 설치되면서 방송탑으로 활용되었다. 1909년에는 파리 시청이 에펠탑을 영구 보존하기로 결정했다.

### 기계관
박람회장의 기념비적인 2번째 건축물인 기계관(프랑스어: Galerie des machines)은 건축가인 페르디낭 뒤테르와 공학자인 빅토르 콩타맹이 파리에서 개최된 1878년 만국 박람회를 위해 건립된 산업 시설 전시관으로서 거대한 철과 유리 건축이 특징이었다. 이 건축물은 부르동가와 쉬프랑가 사이에 걸쳐 있던 박람회장의 대부분을 차지했고 77,000m2에 이르는 면적에 34,700m에 달하는 유리창이 설치되었다.
기계관은 높이가 111m에 달하여 당시 세계에서 가장 긴 실내 공간을 차지했다. 기계관의 건립 비용은 7,430,000프랑에 달했는데 이는 에펠탑의 건립 비용의 7배에 달한다. 이 건축물은 파리에서 개최된 1900년 만국 박람회에 다시 사용되었고 1910년에 철거되었다. 기계관은 강철 또는 철로 만든 힌지 아치(단대단부가 아닌 평행으로 배치된 하나의 다리 간격과 같은 아치) 시스템을 사용했다. 종종 강철로 건설되었다고 묘사되었지만 실제로는 철로 만들어졌다.

### 과학 기술관
박람회의 중요한 목표 가운데 하나는 최신 과학 기술을 발표하는 것이었다. 미국의 발명가인 토머스 에디슨은 보다 선명한 음질을 가진 향상된 축음기를 포함한 자신의 새로운 발명품들을 전시하고 있던 전시관을 관람하기 위해 박람회장을 방문했다.
박람회에서 홍보한 또 다른 새로운 기술은 미국의 오티스 엘리베이터에 의해 새로 개발된 안전 엘리베이터였다. 오티스 엘리베이터는 승객들을 태우고 에펠탑의 다리에서 1층까지 올라가는 엘리베이터를 만들었다. 기자들이 엘리베이터의 안전에 대해 우려를 표명하자 오티스 엘리베이터 기술자들은 승객들을 대신해서 엘리베이터 한 대를 3,000kg의 납으로 채운 다음에 전 세계 기자들이 지켜보는 가운데 도끼로 케이블을 잘랐다고 한다. 엘리베이터의 추락은 지상 3m 상공에서 오티스 엘리베이터가 개발한 안전 브레이크에 의해 정지되었다.
전화와 전기, 해상 항해를 주제로 한 전시관들이 있었고 해상 포병과 같은 군사 기술의 발달에 헌신하는 전시관들이 있었다. 조립식 금속 하우징은 박람회에 등장한 또 다른 기술이었다. 귀스타브 에펠은 주로 동남아시아에 위치했던 프랑스의 식민지인 프랑스령 인도차이나에서 사용하기 위해 지붕과 아연 도금 강철 벽, 그리고 빠르게 조립되거나 분해될 수 있는 나무 인테리어를 가진 일련의 집들을 개발하였다. 이 가운데 일부는 1889년 만국 박람회에서 매표소로 사용되었으며 현재는 등산객들의 쉼터로 사용되고 있는 이 오래된 부스 가운데 하나가 현재 당피에르 숲에서 찾아볼 수 있다.

### 자유 예술 궁전과 미술 궁전
박람회장에 건립된 건축물로는 자유 예술 궁전과 미술 궁전이 포함되었는데 각각은 풍성하게 장식된 돔으로서 정원을 가로질러 서로 마주보고 에펠탑과 기계관 사이에 있는 반사 웅덩이가 있었다. 두 건축물 모두 건축가인 장카밀 포르미제가 설계를 담당했다. 두 건축물 모두 풍부한 유리, 현대적인 철제 구조물을 가지고 있었지만 화려한 세라믹 타일과 조각된 장식으로 완전히 뒤덮여 있었다.
박람회장에는 파리 출신의 건축가인 피에르 앙리 피크가 설계한 건축물이 포함되어 있었는데 비잔티움-이집트-로마네스크 양식의 도자기 타일로 장식된 정교한 철과 유리 구조를 띠고 있었다. 건축물은 박람회가 끝난 이후에 카리브해에 위치한 프랑스의 해외 영토인 마르티니크의 포르드프랑스로 옮겨져 재조립되었고 1893년에 완공되었다. 쇨셰르 도서관으로 알려진 이 도서관은 처음에 빅토르 쇨셰르가 이 섬에 기증한 10,000권의 책을 포함하고 있었다. 이 도서관은 오늘날에 25만 권 이상의 책과 민족학 박물관을 소장하고 있으며 마르티니크에서 노예제 폐지 운동을 주도했던 사람의 이름을 딴 기념물로 유명하다.

### 분수대
박람회장은 에펠탑과 기계관 사이의 쇼핑몰에 건립된 수많은 분수대와 반사 웅덩이를 특징으로 했다. 에펠탑 근처에 있는 가장 큰 분수대는 "파리는 횃불로 세계를 깨운다."를 주제로 했다. 이 분수대는 인근에 위치한 자유 예술 궁전과 미술 궁전을 설계한 건축가인 장카밀 포르미제가 설계를 담당했다. 멀지 않은 곳에 있는 또 다른 주요 분수대는 "세계의 다섯 부분"인 대륙을 주제로 했다. 이 분수대는 프랑시스 드 생비달이 설계를 담당했다.

## 음악과 오락

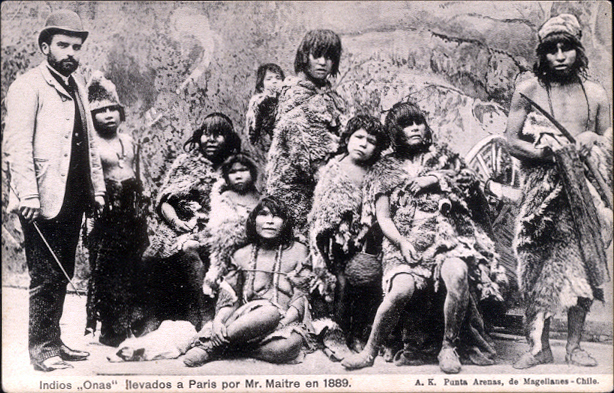
전시회를 위해 벨기에 포경 기업가 Maurice Maître가 파리로 데려온 티에라 델 푸에고(아르헨티나 파타고니아) 원주민.

박람회 자체에는 르 폴리 파리지엔 소속 무용수들을 위한 공연을 포함하여 콘서트와 오락을 위한 몇 개의 대형 극장이 포함되어 있었다. 몇몇 극장에서는 인도차이나반도에 있던 프랑스의 식민지들의 음악과 춤을 선보였다. 오페라와 콘서트도 트로카데로 궁전의 대규모 홀에서 열렸다.
- 오페라 코미크는 1889년 5월 14일에 이 행사를 위해 특별히 작곡된 작품을 초연했다.
- 미국의 바넘 베일리 서커스(현재의 링링 브라더스 앤드 바넘 & 베일리 서커스)는 기계관에서 공연을 진행했다.
- 프랑스의 작곡가인 클로드 드뷔시는 인도네시아 자와섬의 합주단이 연주한 자바 가믈란을 처음 감상했다. 이는 드뷔시의 후기 작품들 가운데 일부에 영향을 주었다.

박람회장 밖에서는 버펄로 빌과 그의 와일드 웨스트 쇼, 애니 오클리의 다양한 오락 공연이 진행되었다.

## 주목할 만한 관람객 및 특별 이벤트
세계 각지에서 온 유명 인사들과 고위층 인사들이 1889년 만국 박람회를 관람했다. 미국의 발명가인 토머스 에디슨은 자신의 아내, 딸과 함께 에디슨의 개량 축음기가 시연되고 있는 전시관을 관람하기 위해 프랑스 방문 3일째인 1889년 8월 14일에 박람회장을 방문했다. 또한 에디슨은 에펠탑의 전망대에 올랐고 그곳에서 버펄로 빌의 와일드 웨스트 쇼에서 공연하기 위해 박람회장을 방문한 수족 원주민들을 만났다. 에디슨은 나중에 프랑스의 작곡가인 샤를 구노와 함께 에펠탑의 개인 공간에서 점심 식사를 했다. 그 외의 유명한 관람객으로는 페르시아의 나시르 앗딘 샤 국왕, 영국의 웨일스 공 에드워드(훗날 영국의 에드워드 7세 국왕으로 즉위하게 됨)과 알렉산드라 애 단마르크 왕녀 부부, 스페인의 건축가인 안토니 가우디, 미국의 화가인 제임스 애벗 맥닐 휘슬러, 노르웨이의 화가인 에드바르 뭉크, 프랑스의 예술가인 로자 보뇌르, 프랑스의 화가인 폴 고갱, 미국의 소설가인 헨리 제임스, 세르비아의 공학자인 니콜라 테슬라, 필리핀의 시인이자 독립 운동가인 호세 리살 등이 있다.
박람회장은 400여 명이 전시되어 있던 흑인 마을(village nègre)이라는 인간 동물원이 인기를 끌었다. 또한 1878년에 레지옹 도뇌르 훈장을 받은 프랑스의 공학자인 조제프 파르코의 증기 기관이 전시되기도 했다. 멕시코관은 "고고학, 역사, 건축, 기술이 결합된 유럽인들을 위한 이국적인 아즈텍 문명 사원"으로 주목을 받았다.

## 같이 보기
- 인간 동물원

## 참고 문헌
- Ageorges, Sylvain (2006), Sur les traces des Expositions Universelles (in French), Parigramme. ISBN 978-28409-6444-5
- Jonnes, Jill, Eiffel's Tower (2013), Penguin Putnam ISBN 978-01431-1729-2
- Musée D'Orsay, 1889 - La Tour Eiffel et l'Exposition Universelle (1989) (in French), Éditions de la Réunion des Musées Nationaux, Paris ISBN 2-7118-2244-3 (Catalog of a centennial exhibition on the Expositon in 1989)
- Engineering [Journal] 3 May 1889 (vol XLVII), London: Office for Advertisements and Publication, 1866- (ISSN 0013-7782)
- Structural iron and steel, 1850–1900, edited by Robert Thorne; Aldershot, Hampshire, Great Britain; Burlington, Vt., USA: Ashgate/Variorum, c2000 (ISBN 0860787591)
- Young, P. (2008). From the Eiffel Tower to the Javanese Dancer: Envisioning Cultural Globalization at the 1889 Paris Exhibition. The History Teacher, 41(3), 339–362. Retrieved from http://www.jstor.org/stable/30036916